# عقدية فموية
العقدية الفموية (باللاتينية: Streptococcus oralis) هي بكتيريا إيجابية الغرام من رتبة الملبِّنيات تنمو بشكل مميّز على صورة سلاسل. تشكّل العقديات الفموية مستعمرات صغيرة بيضاء عندما يتمّ زرعها على أغار ويلكن شالغرن. تتواجد هذه البكتيريا بأعداد كبيرة في جوف الفم. تمّ تصنيفها كعضو من أعضاء العقديّات الهَيِّنَة الّتي تعتبر ممرضات انتهازيّة. تفرز سلالات العقديات الفموية إنزيم النّورامينيداز وبروتياز/بروتيناز IgA
كما أنّها لا تستطيع الارتباط بإنزيم أميلاز-α.

## المصدر
Marsh, Philip; Michael V. Martin (1999). Oral microbiology. Oxford [England]: Wright. ISBN 0-7236-1051-7.